# Mylo Xyloto
Mylo Xyloto er Coldplays femte studiealbum. Den blev udgivet den 19. oktober 2011 og senere verden over 24. oktober. Albummet indeholder sangene "Mylo Xyloto", "Hurts Like Heaven", "Paradise", "Charlie Brown", "Us Against the World", "M.M.I.X.", "Every Teardrop Is a Waterfall", "Major Minus", "U.F.O.", "Princess of China" (med Rihanna), "Up in Flames", "A Hopefull Transmission", "Don't Let It Break Your Heart" og "Up with the Birds".

## Sporliste
Alt tekst skrevet af Guy Berryman, Jonny Buckland, Will Champion og Chris Martin. Yderligere komposition af Brian Eno. 
| #   | Titel                             | Længde |
| --- | --------------------------------- | ------ |
| 1.  | "Mylo Xyloto"                     | 0:43   |
| 2.  | "Hurts Like Heaven"               | 4:02   |
| 3.  | "Paradise"                        | 4:37   |
| 4.  | "Charlie Brown"                   | 4:45   |
| 5.  | "Us Against the World"            | 3:59   |
| 6.  | "M.M.I.X."                        | 0:49   |
| 7.  | "Every Teardrop Is a Waterfall"   | 4:00   |
| 8.  | "Major Minus"                     | 3:30   |
| 9.  | "U.F.O."                          | 2:17   |
| 10. | "Princess of China" (med Rihanna) | 3:59   |
| 11. | "Up in Flames"                    | 3:13   |
| 12. | "A Hopeful Transmission"          | 0:33   |
| 13. | "Don't Let It Break Your Heart"   | 3:54   |
| 14. | "Up with the Birds"               | 3:45   |